# Kunreuth
Kunreuth település Németországban, azon belül Bajorországban. Lakosainak száma 1424 fő (2023. december 31.).

## Népesség
A település népessége az elmúlt években az alábbi módon változott:
| Lakosok száma | 435  | 671  | 633  | 1241 | 1370 | 1364 | 1409 | 1437 | 1417 | 1424 |
|               | 1875 | 1950 | 1975 | 1987 | 2012 | 2014 | 2016 | 2017 | 2021 | 2023 |

Nürnbergtől északra fekvő település.

## Története
Kunreuth nevét 1109-ben a „Chunesrut” alapító könyve Collegiat tűs St. Jacob Bamberg említi először. Várát 1251-ben a Bambergi Püspökség hűbérbirtokaként említették.
Vára előtt máig felfedezhetők a várárok maradványai. Felvonóhídján át pedig a vár belső udvarába lehet átjutni.

## Galéria

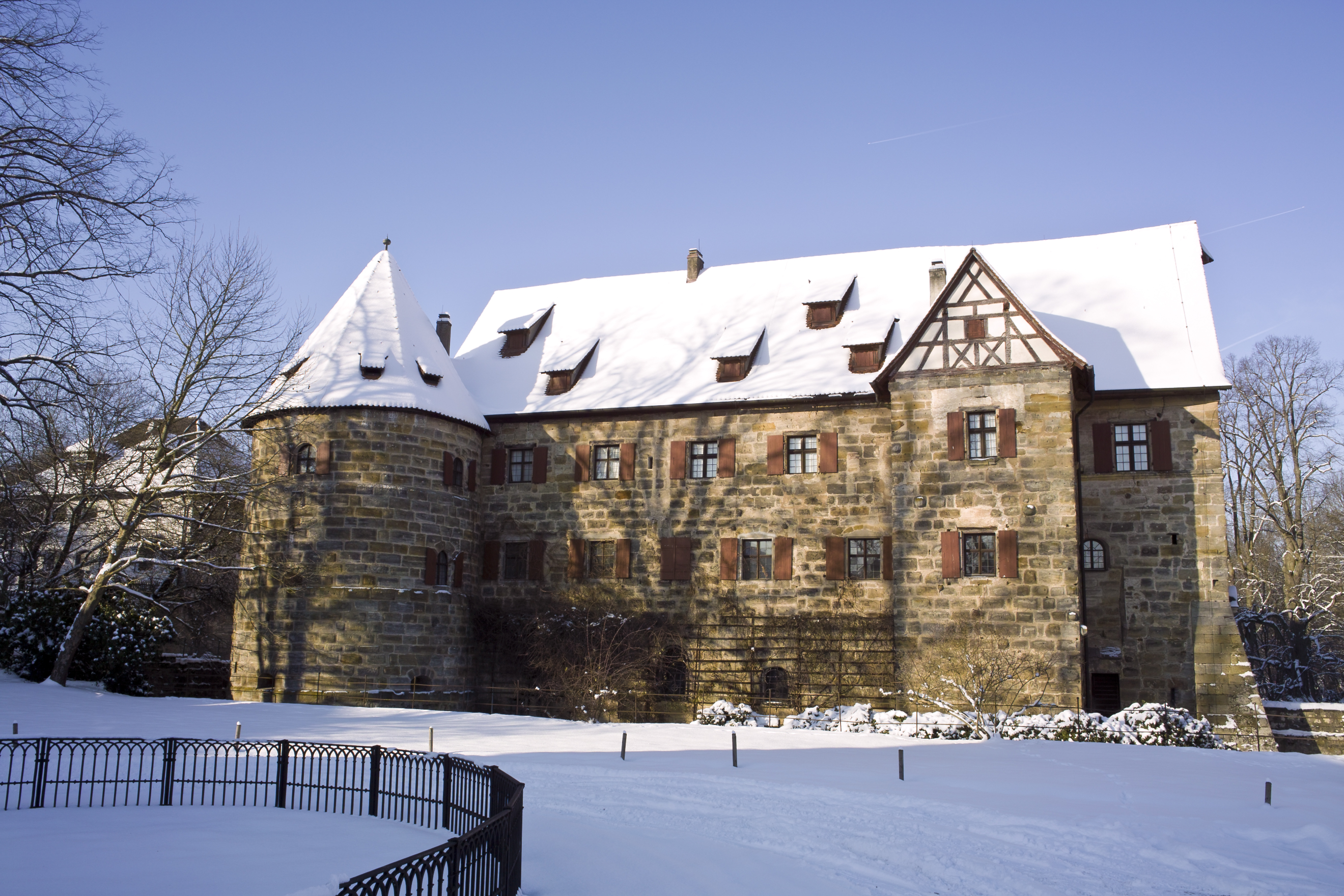
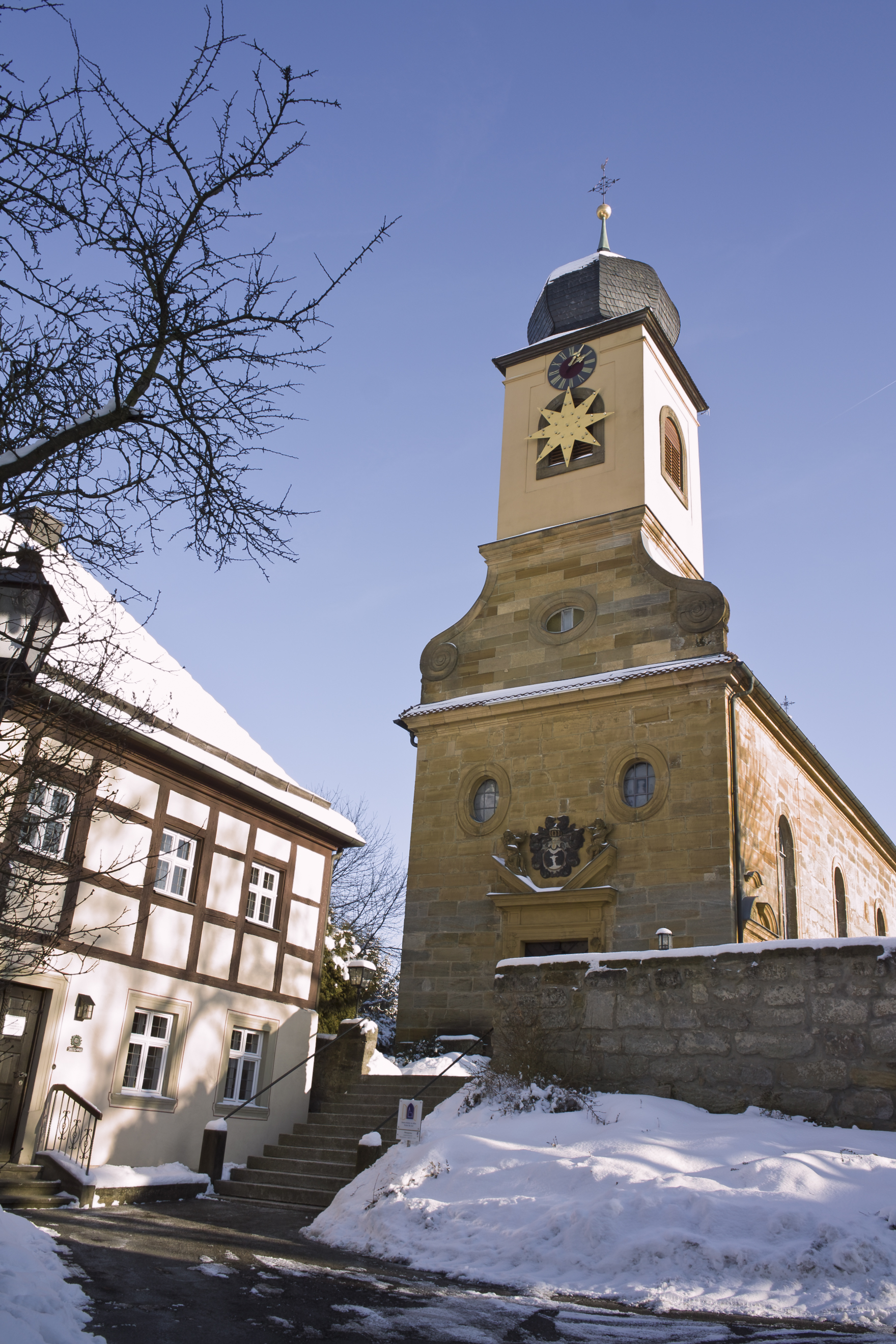
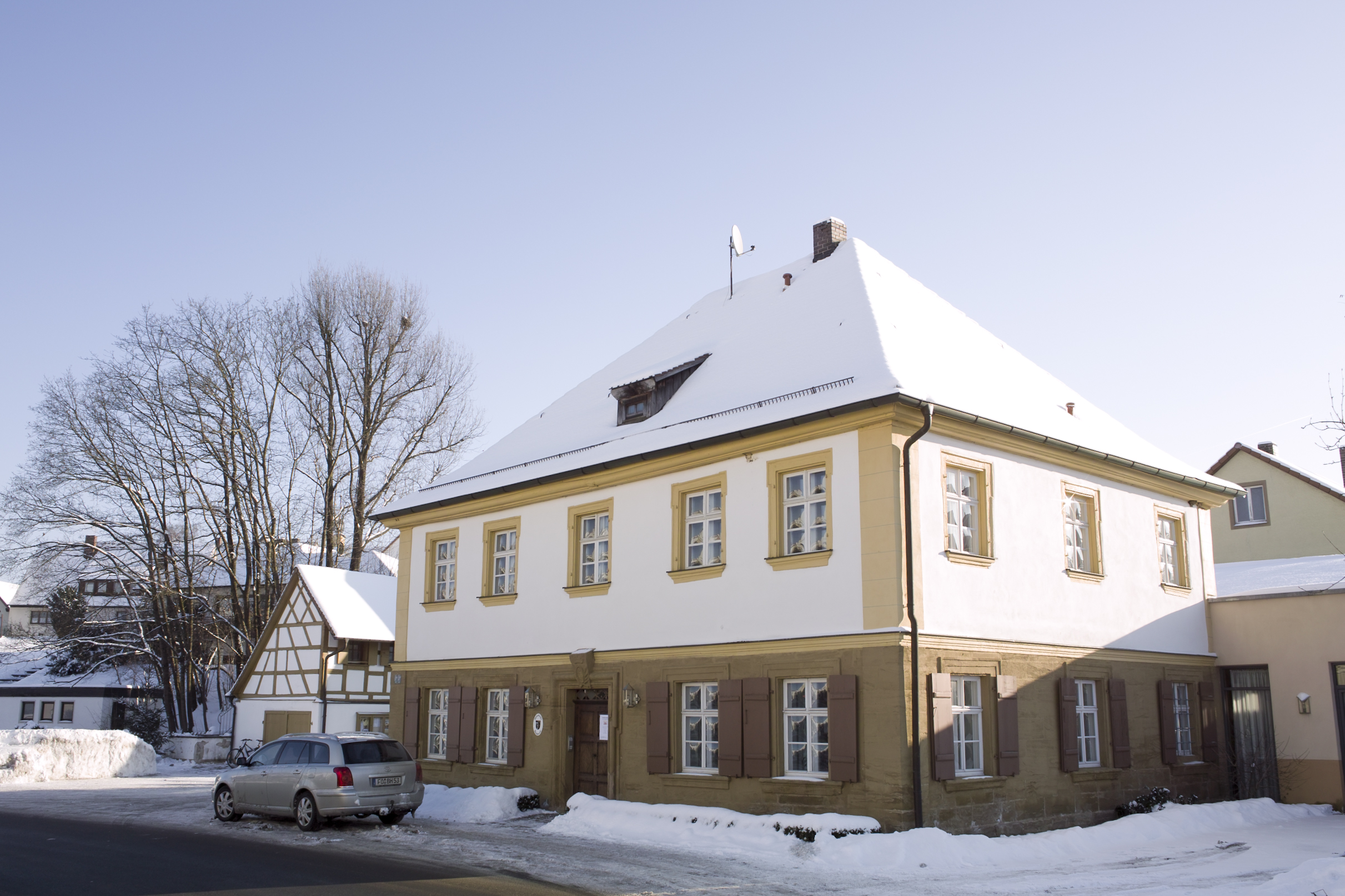
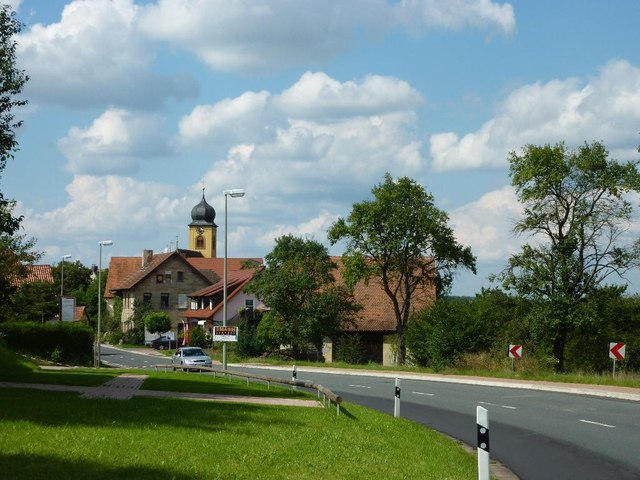
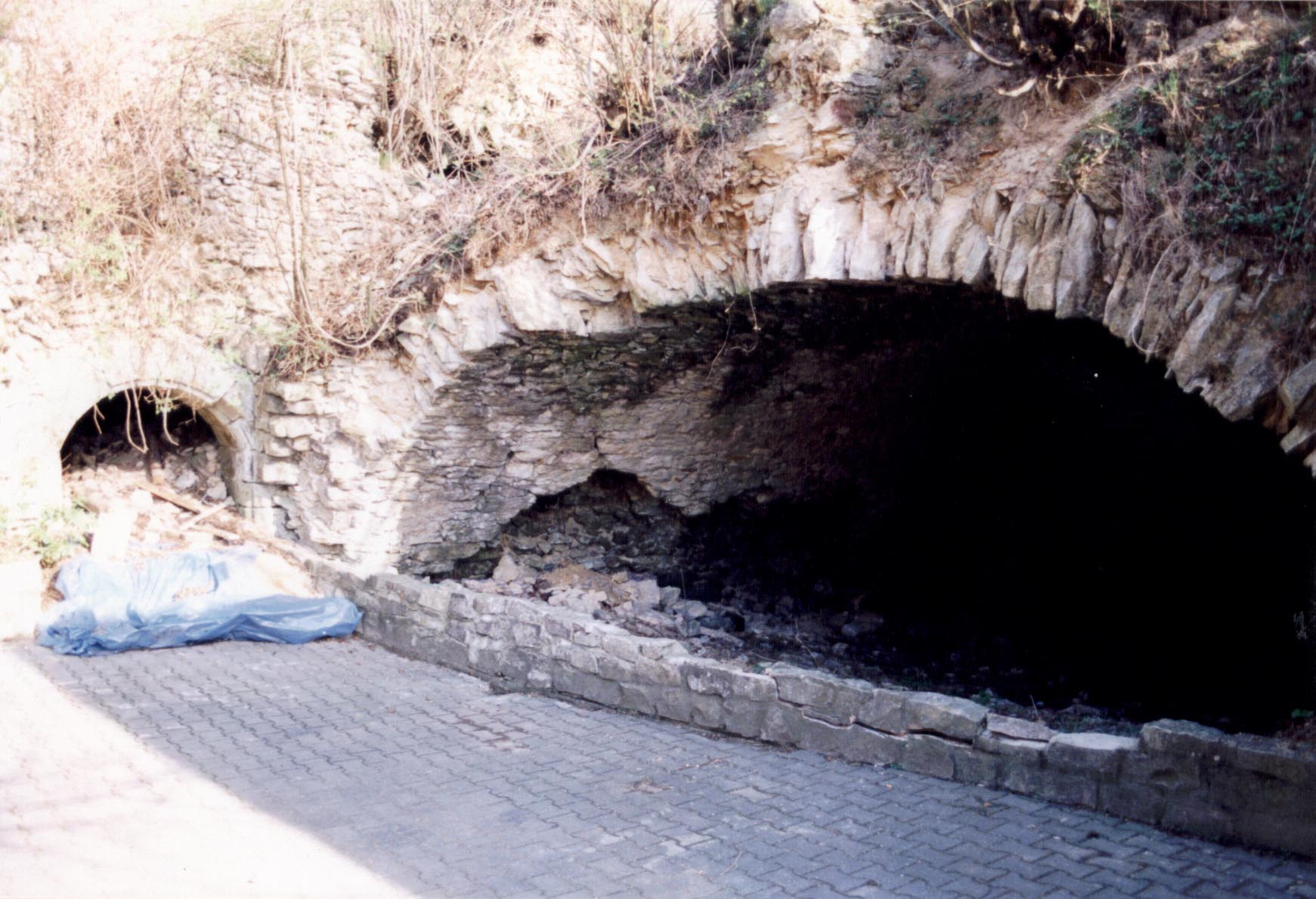
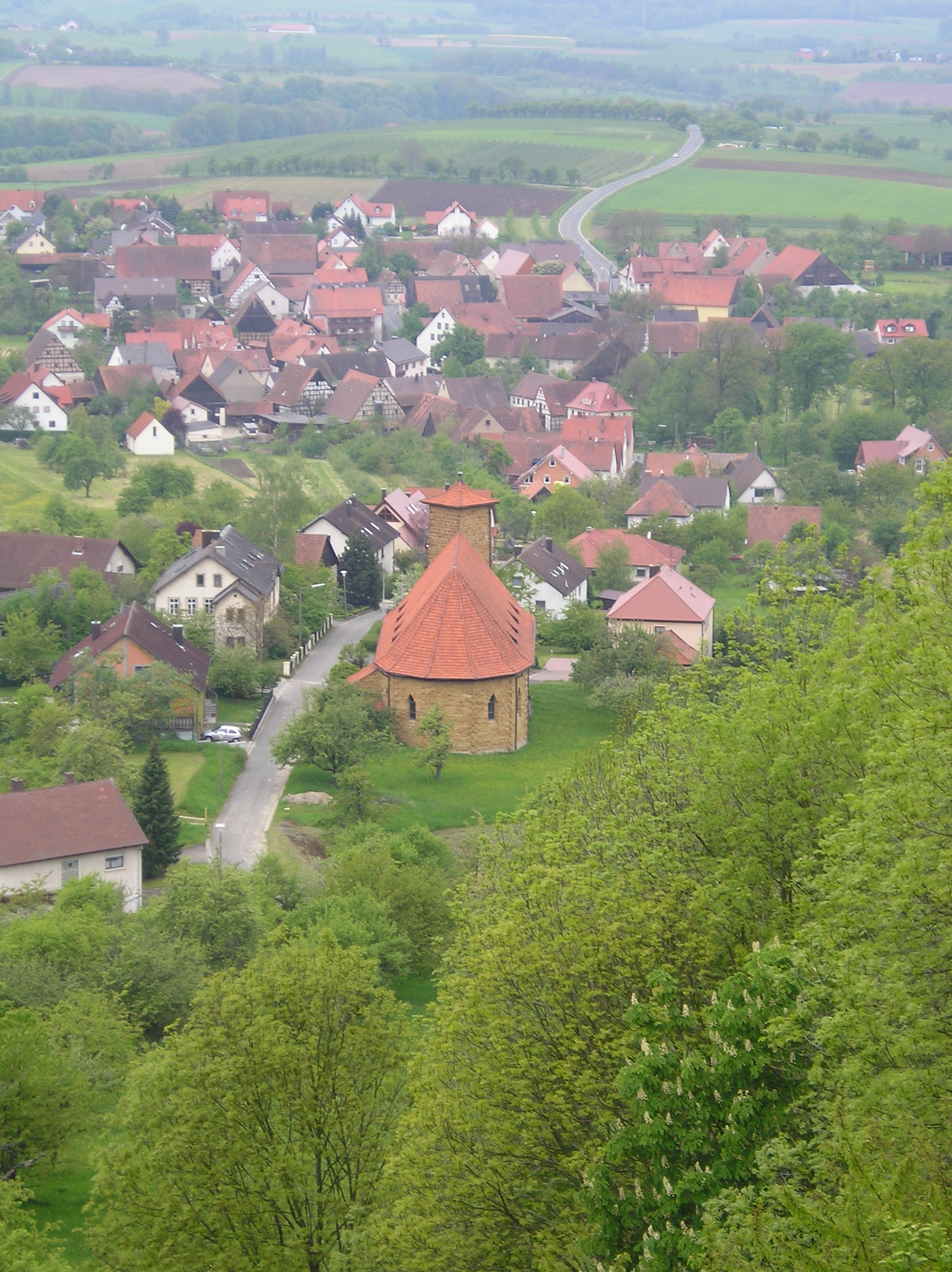

## Nevezetességek
- Vár